# Castelul Neuenburg

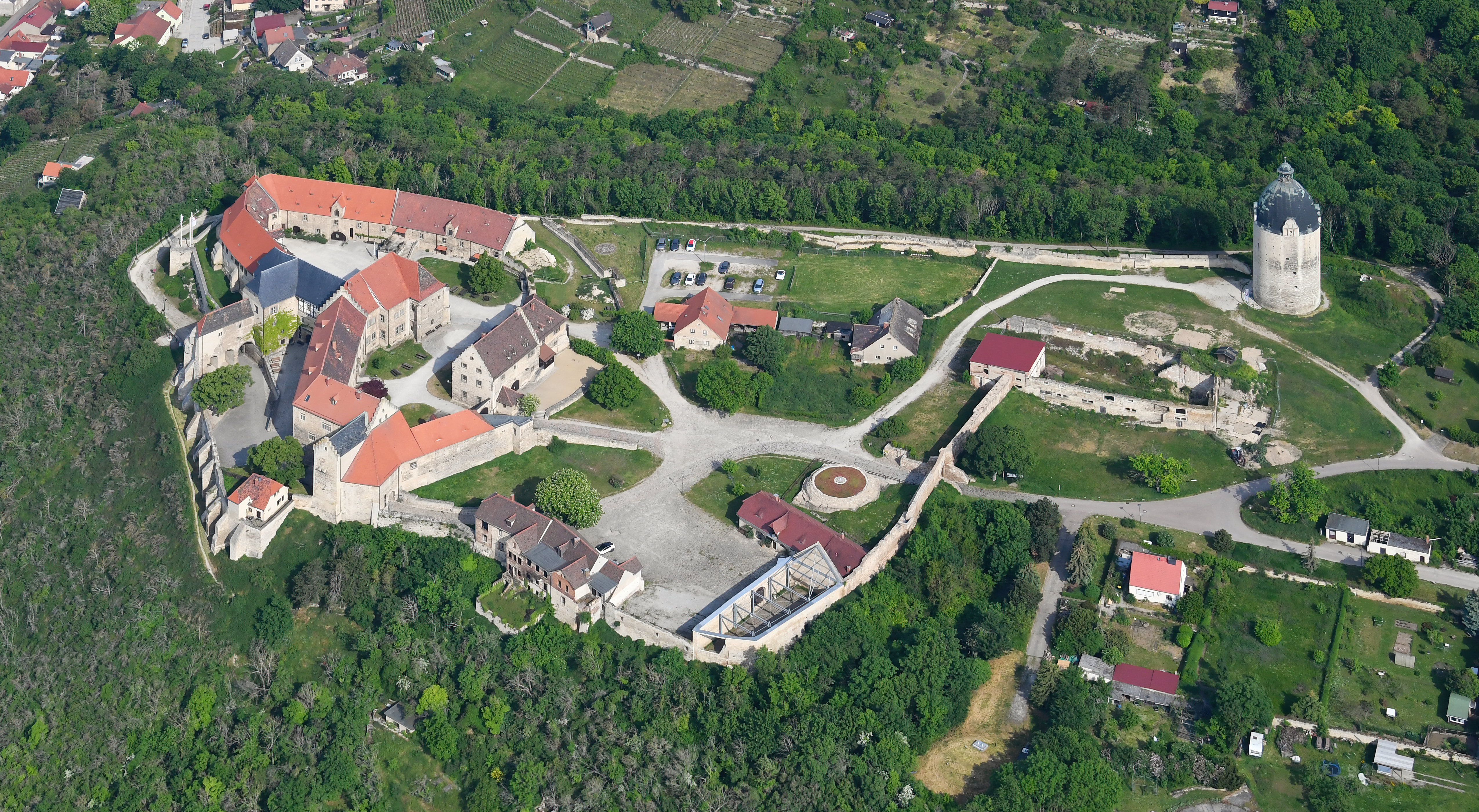
Castelul Neuenburg

Castelul Neuenburg este situat lângă Freyburg (Unstrut) în sudul landului Sachsen-Anhalt, pe malul de est al râului Unstrut care se varsă în Saale. Castelul este întemeiat în anul 1030 de „Ludwig des Springer” în perioada când au venit francii de pe Main în Thüringen.